# Erioconopa interposita
Erioconopa interposita är en tvåvingeart som beskrevs av Jaroslav Stary 1976. Erioconopa interposita ingår i släktet Erioconopa och familjen småharkrankar. Inga underarter finns listade i Catalogue of Life.